# Белоглави суп
Белоглави суп (лат. Gyps fulvus) је врста лешинара средње величине. Висине је од 95-110 цм, има распон крила од 230–265 cm. Просечна маса износи између осам и девет килограма, а поједини примерци могу достићи масу и до једанаест килограма.
Основно перје је риђе браон, док су летна пера мрка. Одрасле птице се разликују по томе што имају белу паперјасту крагницу при основи врата, док је код младих она смеђа. Ноге су снажне са тупим канџама које се не савијају. Птица достиже зрелост са 4-5 година.

## Исхрана
Храна су му угинуле животиње, чиме спречава ширење зараза и на тај начин врши „природну рециклажу“.

## Размножавање
Белоглави суп гнезди се у клисурама река на стрмим кречњачким стенама. Женка сноси само једно јаје у периоду од краја јануара до почетка априла. На јајету леже на смену оба родитеља од 52 до 57 дана. Младунац после три месеца може да лети, али је и даље несамосталан и задржава се у близини гнезда и родитеља до једне године старости, када почиње да лута све до пуне зрелости.

## Станиште
Насељава суптропски климатски појас, област Медитерана, од Магреба све до Хималаја. Северне границе насеобина су Кавказ и Крим, док су оне јужне Сахара, Арабијска пустиња и висораван Декан у Индији.
Његова гнездилишта у Србији су у клисурама река Увац, Милешевка и Трешњица на западу и југозападу државе. Одрасле птице се концентришу колонијално на ширем простору гнежђења, док младе лутају на великим дистанцама. Раније је често био ловљен и трован. У Србији, бројност му је у порасту због унапређења заштите и прихрањивања.

## Миграције
Захваљујући Фонду за заштиту птица грабљивица при београдском Институту за биологију „Синиша Станковић“, белоглави суп је спасен од изумирања на територији Србије. Такође прстеновањем птица сазнало се и нешто више о њиховом животу. Тако један од супова маркираних на Увцу пронађен од орнитолога на сталном станишту у Јудејској пустињи у Израелу. Касније је још пет птица са Увца пронађено на истој локацији, док је седам супова прстенованих у Израелу, лоцирано на станишту у Србији.

## Галерија
- Белоглави суп,Музеј Републике Српске
- Јаје белоглавог супа (музејски примерак)